# Fenotipo (Jean Vague)
I fenotipi di Jean Vague rappresentano un sistema di classificazione di modelli costituzionali tesa prevalentemente ad identificare le zone caratteristiche di distribuzione e accumulo del grasso corporeo nell'uomo, a cui sono correlate particolari morfologie e predisposizioni patologiche. I fenotipi costituzionali di Vague si distinguono nelle categorie androide (tipica maschile) e ginoide (tipica femminile), a cui si aggiunge il modello a corporatura intermedia o mista. Questi parametri vengono prevalentemente utilizzati nei casi di obesità o sovrappeso. Per questo motivo si parla più frequentemente di obesità androide o obesità ginoide. Questi modelli costituzionali possono essere talvolta nominati anche come morfotipi o biotipi.

## La distribuzione del grasso corporeo
Nell'uomo, l'accumulo di grasso in buona parte dei casi non viene distribuito in maniera uniforme, e i siti di deposito possono variare molto tra gli individui. Come è possibile notare, le persone in sovrappeso non accumulano grasso nelle stesse zone corporee. Le donne in genere immagazzinano il grasso in modo molto diverso dalla controparte maschile, ma anche tra individui dello stesso sesso possono presentarsi delle differenze significative. Così come esistono diversi tipi di corporatura, esistono quindi anche diversi modi in cui gli esseri umani depositano il grasso corporeo. Una delle scoperte più significative portate alla luce dalla moderna ricerca sull'obesità è che certe forme di obesità sono associate ad una maggiore incidenza di malattie metaboliche e tassi di mortalità più elevati, mentre altre sono meno associabili al rischio per la salute.
Per distinguere tra le diverse categorie o tipi di obesità, sono stati delineati tre modelli:
- tipo androide: l'accumulo di grasso è localizzato nella parte superiore del corpo, soprattutto nella zona addominale, ed è tipico del sesso maschile;
- tipo ginoide: l'accumulo di grasso è localizzato nella parte inferiore del corpo, soprattutto nella zona glutea e femorale, ed è tipico del sesso femminile;
- tipo misto o intermedio: l'accumulo di grasso corporeo è uniformemente distribuito in tutto il corpo;

## Storia
Le classificazioni dei diversi tipi di distribuzione del grasso e obesità vennero identificate per la prima volta dal medico e professore francese Jean Vague attorno alla metà degli anni quaranta. Professore all'Università di Marsiglia, Vague fu il primo, dopo la seconda guerra mondiale, a suggerire che le complicazioni dell'obesità erano strettamente correlate alla distribuzione locale del grasso corporeo piuttosto che all'obesità in sé. Dalle sue osservazioni, egli definì i modelli di obesità androide e ginoide, ognuno dei quali era prevalente in uno dei due sessi, rispettivamente nei maschi e nelle femmine. I pazienti con una tipologia di obesità androide (tipo maschile), erano caratterizzati da un accumulo di grasso nelle regioni del tronco, mentre i pazienti con una tipologia di obesità ginoide (tipo femminile), presentavano una maggiore proporzione di grasso corporeo nella regione gluteo-femorale. In un breve documento edito nel 1947, Vague sosteneva che l'obesità distribuita nella sezione alta del corpo, condizione a cui si riferisce l'obesità di tipo androide, era la più pericolosa forma di obesità riscontrata nei pazienti affetti da ipertensione, diabete e malattie cardiovascolari; mentre la tipica distribuzione di grasso femminile, obesità di tipo ginoide, era caratterizzata da un accumulo nella zona inferiore, in particolare nella regione gluteo-femorale, ed era raramente associata a tali patologie. In altre parole i soggetti con obesità androide erano molto più esposti a malattie metaboliche e cardiache, e presentavano un rischio di mortalità molto maggiore
. Ci vollero più di 35 anni prima che le ricerche di Vague venissero riconosciute e considerate dal mondo scientifico. In questi studi, la proporzione del grasso addominale valutati dal rapporto tra circonferenza vita e circonferenza fianchi, si basava sul fatto che una proporzione più elevata rifletteva una maggior accumulo di grasso addominale. Questa proporzione si è dimostrata largamente predittiva sulla predisposizione al diabete e a malattie cardiovascolari in diversi studi. Il tipo di obesità ginoide è stato suggerito possa essere relativamente innocuo, e alcuni ricercatori suggerirono potesse essere un marker o un segnalatore di una protezione dalle malattie metaboliche e cardiovascolari. Fu dai primi anni ottanta che il tema della connessione tra distribuzione del grasso e patologie venne riportato alla luce da Björntorp dell Università di Göteborg, in Svezia. Valutando i documenti di Vague, Björntorp stabilì un metodo di misurazione antropometrico per riconoscere le distribuzione dei depositi di grasso dei due fenotipi chiamato "waist to hip ratio" (WHR), cioè il rapporto vita-fianchi. Accedendo a due studi prospettici su uomini e donne di mezza età, il team di ricercatori svedesi trovò che la proporzione di grasso addominale (stimato con il WHR) rappresentava un fattore di rischio indipendente per lo sviluppo di malattie cardivascolari e diabete oltre ad un periodo di tempo di più di una decade. In contemporanea, negli Stati Uniti, Kissebah e il suo gruppo ottennero risultati simili sottolineando l'importanza della distribuzione del tessuto adiposo come un importante indicatore di complicazione metaboliche che in passato erano state erroneamente associate al sovrappeso e all'obesità di per sé. Questi risultati pubblicati nei primi anni ottanta generarono un grande interesse nella comunità medica e scientifica, e negli ultimi decenni da quell'epoca sono stati pubblicati una grandissima mole di documenti e ricerche su questo argomento.

## Misure antropometriche per il fenotipo